# Kognitív nyelvészet
A kognitív nyelvészet a nyelvtudomány azon ága, amely az emberi megismerésen és annak folyamatain alapul. A megközelítési mód miatt a kognitív tudományok között is megemlítik. Kezdetei a 70-es évekre tehetők, az elmélet két fő megalapozó munkájának G. Lakoff Women, Fire and Dangerous Things és R. Langacker Foundations of Cognitive Grammar című munkáit tekintik. A 70-es, 80-as években az USA-ban bontakozott ki, szembehelyezkedik a strukturalista elméletekkel és elsősorban a generatív nyelvészettel. A nyelvet holisztikusan szemléli, a szemantikának központi szerepet juttat. A nyelvet nemcsak statikus, szerkezeti jellegű tudásként kezeli, hanem annak műveleti jellegét is hangsúlyozza.
A kogníció ’megismerés’ a latin cognosco ’megismerni’ igéből származik, tehát elnevezésében is az emberi megismerést helyezi középpontba, és azt a szemléletet tükrözi, hogy a nyelv megismerése az emberi megismerési folyamatok vizsgálatával lehetséges.

## A nyelvtudomány kognitív fordulata
Saussure munkássága nyomán a nyelvtudomány a generatív nyelvészet előtt társadalomtudománynak minősült, a nyelvet mint elvont társadalmi képződményt vizsgálta. Ezzel szemben a generatív nyelvészet a nyelvet biológiai, mentális konstrukciónak tekinti. Ebből következik, hogy mivel a nyelv biológiai megalapozottságú, vizsgálata a természettudományok körébe tartozik. A kognitív megnevezés itt azonban még csak azt jelentette, hogy ez a felfogás a nyelvet agyi, mentális képződménynek tekinti, tehát ebben a felfogásban a megismerési folyamatok még nem játszanak szerepet. Ezért ez kognitív helyett inkább mentalista modellnek tekinthető.

## A kognitív nyelvészet alapvető fogalmai

### Testesültség
A jelentés testesültsége azt jelenti, hogy az ember a saját testéből kiindulva tapasztalja meg a világot, és ez alapján hozza létre a jelentést. Ezekben a folyamatokban fontos szerephez jut a kategorizáció, a sematizáció, illetve a metonimikus és metaforikus konceptualizáció.

### Kategorizáció
Ellentétben az arisztotelészi a priori kategorizációval, amely szükséges és elégséges feltételek alapján sorolja kategóriákba például a tárgyakat, az eseményeket, kognitív keretben prototípus alapú kategorizációról beszélhetünk. Ludwig Wittgenstein vizsgálta a JÁTÉK kategóriát klasszikus kategorizáció alapján. Ő állapította meg, hogy a tagokat a családi hasonlóság elve köti össze, nem szükséges, hogy a kategória összes tagja az összes tulajdonsággal rendelkezzen (ahogy a családtagoknak is vannak hasonló vonásaik, nem szükséges azonban mindenkinek az összes tulajdonsággal rendelkeznie). A prototípus alapú kategorizációban vannak központi és perifériás elemek. A központi elemek képviselik legjobban az adott kategóriát, és ők rendelkeznek a legtöbb kategóriára jellemző tulajdonsággal. A perifériás elemek nem rendelkeznek az összes tulajdonsággal, sőt egyes tulajdonságaik alapján akár egy másik kategóriába is sorolhatnánk őket (pl. a denevért a madár kategóriájába), a kategóriahatárok nem élesek. Mindig van egy alapszintű kategória (pl. szék), egy ehhez képest magasabb szintű (bútor) és egy alacsonyabb szintű (karosszék). A mindennapi interakció során az alapszintű kategóriákkal kerülünk kapcsolatba.

### Fogalmi keretek
A fogalmi keret a világról alkotott tudásunk strukturált mentális reprezentációja. Számos elnevezés létezik: fogalmi keret, séma, gestalt, kognitív modell, idealizált kognitív modell, tartomány, kulturális modell stb. Ezek jelentése többé-kevésbé azonos. Az idealizált kognitív modell (IKM) elnevezés Lakofftól származik. Azért nevezi idealizáltnak, mert gyakran előfordul, hogy a sémák természetben nem létező dolgokra vonatkoznak, amelyekek lehetnek kultúraspecifikusak is. A természetben nem létezik pl. HÉT nevű, 7 napból álló ciklus. Mivel egy séma kultúránként eltérő lehet, kulturális modellnek is nevezik, néhány kutató szerint a kultúra fogalmi keretek összessége. Egy cselekvéssorozatot tartalmazó fogalmi keretet szkriptnek (forgatókönyvnek) neveznek (pl. ÉTTEREM). Mivel az éttermi szokások országonként eltérhetnek, belátható, hogy az ÉTTEREM, illetve a többi séma országonként, kultúránként változhat.

### Metonímia, metafora
A fogalmi metonímia egy célfogalom és egy közvetítőfogalom közötti megfeleltetés, amely során mindkét összetevő ugyanazon idealizált kognitív modell része.
pl. Budapest tárgyalásokat folytat: Budapest (közvetítőfogalom) a magyar végrehajtó hatalom (célfogalom) helyett
A fogalmi metafora két fogalmi keretből (egy konkrétabb forrás- és egy elvontabb céltartományból) áll. A két fogalmi tartomány elemei egymással megfeleltethetőek.
Pl. a szerelem utazás metafora (az utazás a forrástartomány, a szerelem a céltartomány)
az utazók→ a szerelmesek
a jármű→ a szerelmi kapcsolat
az úti cél→ a szerelmi kapcsolat célja/ értelme
az utazást megnehezítő akadályok→ nehézségek a kapcsolatban
a megtett út→ a kapcsolatban való előrehaladás

### Képi sémák
Az alapvető testi, fizikai tapasztalataink alapján születésünktől fogva sémákat hozunk létre (pl. TARTÁLY, MOZGÁS), a szavaink jelentése erre épül. Pl. a TARTÁLY sémára vezethető vissza az ÁLLAPOT TARTÁLY metafora, amely pl. a következő kifejezésekben is megjelenik: bajban van, álomba zuhan. Lakoff szerint a képi sémák szolgálnak gondolkodásunk alapjaként. Mivel fizikai tapasztalatainkra vezethetőek vissza, ezért beszélhetünk „testesült” gondolkodásról.

### Alternatív konceptualizáció
A szituációkat, történéseket, entitásokat értelmezzük, ez azonban nem mindig azonos módon történik, ezért tekinthető alternatívnak. Ilyen értelmezési folyamat a fentebb leírt kategorizáció, a fogalmi keretek és a metaforák is. Egy adott nyelvi kifejezés utalhat a szituáció több részére is (1), és egy szituációra is utalhat többféle nyelvi kifejezés (2).
(1) a, A Pesti Napló száz forintba kerül. (Itt magára az újságra utal.)
(1) b, A Pesti Napló csődbe ment. (Itt pedig a cégre utal ugyanaz a kifejezés.)
(2) a, A gyerekek betörték az ablakot.
(2) b, Betörött az ablak.
Ebből következik, hogy a jelentés nem azonos teljesen a fogalmi tartalommal, hanem a jelentésnek részét képezi a konceptualizáció is. A (2)-es példa mutatja, hogy bár ugyanarról a tartalomról tesznek állításokat, más-más módon konceptualizálják ugyanazt a történést.

### Mentális tér
A kognitív nyelvészet elveti a jelentés elsődlegességét, azt, hogy a nyelvi kifejezéseknek előre meghatározott jelentésük van, ehelyett azt az álláspontot képviselik, hogy a jelentést beszéd közben folyamatosan hozzuk létre, és a jelentés attól függ, hogy milyen mentális tereket és ezek között milyen megfeleléseket hozunk létre. Beszéd közben folyamatosan hívunk elő, aktiválunk bizonyos mentális tereket. Egyszerre több teret is aktiválhatunk, a kiinduló mentális tér az alaptér. Térépítő elemek, amelyek alapján előhívjuk a mentális tereket, például az időhatározók (tegnap: előhívjuk a Tegnap mentális teret), a szeretnék kifejezés (Vágy tér) stb. Az alaptér és az aktivált mentális terek közötti megfelelések feldolgozásakor értjük meg a beszédet.
Pl. Tegnap találkoztam Zsuzsival.
A példa esetében az alaptérben található a beszélő, emellett aktiválásra kerül a Tegnap mentális tér, amelyben megjelenik a beszélő (megfeleltethető az alaptér beszélőjével) és Zsuzsi. Az eltérő jelentésértelmezéseket azzal magyarázzák, hogy a különböző jelentések esetében eltérő mentális tereket és megfeleléseket aktiválunk. A mentális terek elméletét Gilles Fauconnier dolgozta ki.

### Fogalmi integráció (jelentésintegráció, blend)
Két vagy több mentális tér elemeinek integrációját fogalmi integrációnak nevezzük. Az ebben szerepet játszó négy leggyakoribb mentális tér: 2 db bemeneti tér, generikus tér, integrált tér (blend). Mivel ezek egymással összefüggő fogalmi hálózatokat alkotnak, sokszor hálózati modellnek is nevezik. A fogalmi integráció legismertebb képviselői Gilles Fauconnier és Mark Turner.
Pl. Ez a sebész egy hentes.
Amennyiben metaforaként értelmezzük, és megkeressük a megfeleléseket (pl. hentes → sebész, bárd → szike), akkor még hiányzik a jelentésnek az a komponense, miszerint a sebész nem végzi jól a munkáját, azért ebben az esetben célszerűbb a blendet alkalmazni. Az első bemeneti tér ebben az esetben a sebészet, a második bemeneti tér a hentesség. A generikus térben egy személy szerepel egy éles vágóeszközzel, amelyet egy testen alkalmaz (itt azok a tulajdonságok szerepelnek, melyek a két bemeneti tér közös jellemzői). Az első bemeneti térből az integrált térbe kerül a sebész, a beteg, a helyszín, ugyanakkor a második bemeneti térből a hentesség eszközei, módszerei. Ha a sebész a hentes módszereit alkalmazza, azt jelenti, hogy nem végzi jól a munkáját.